# Titus Cloelius Siculus
Pour les articles homonymes, voir Cloelius Siculus.
Titus Cloelius Siculus est un homme politique de la République romaine du Ve siècle av. J.-C.

## Famille
Il est membre de la gens patricienne Cloelia. Toutefois, Tite-Live donne aussi le nomen Caecilius.

## Biographie

### Tribunat consulaire (444)
En 444 av. J.-C., il est élu tribun militaire à pouvoir consulaire avec deux autres collègues. C'est la première fois que des tribuns militaires exercent à Rome le pouvoir consulaire et cette élection est rapidement contestée. Après trois mois de mandat seulement, Cloelius et ses collègues sont contraints à la démission. Leur élection a en effet été annulée pour vice de la procédure de prise des augures, un préalable obligatoire à la tenue de ce type d'élections,.
Selon les auteurs antiques, les tribuns militaires sont remplacés par deux consuls suffecti, Lucius Papirius Mugillanus et Lucius Sempronius Atratinus, mais Tite-Live note que leurs noms n'apparaissent pas chez les premiers annalistes ni dans les registres des magistrats. Ils sont déduits d'une référence de Licinius Macer à propos du traité d'alliance qu'ils auraient renouvelé avec Ardea.

### Triumvir (442)
En 442 av. J.-C., il est un des triumviri coloniae deducendae, avec Agrippa Menenius Lanatus et Marcus Aebutius Helva, qui organisent la colonie latine d'Ardée,.